# Hawaii Five-0
Hawaii Five-0 este un serial de televiziune american de genul crimă și dramă, este un remake al serialului original de televiziune din 1968-1980. Serialul este produsă de K/O Paper Products și 101st Street Television în parteneriat cu CBS Productions.
Hawaii Five-0 a debutat pe CBS, aceeași rețea care a lansat versiunea originală. Ca și în versiunea originală, urmează o unitate de elită a poliției de stat / task force creată pentru a combate criminalitatea în statul Hawaii. A avut premiera pe 20 septembrie 2010, la 42 de ani de la premiera serialului original, 20 septembrie 1968. Pe 21 octombrie 2010, CBS a anunțat că Hawaii Five-0 va avea 24 de episoade pentru un sezon întreg.
Pe 23 ianuarie 2011, seria a ridicat cel mai mare rating până în prezent, cu cel de-al cincisprezecelea episod al primului sezon care a dat 19.230.000 spectatori în Statele Unite.Pe 15 mai 2011 seria a fost reînnoită pentru un al doilea sezon, care a difuzat pe 19 septembrie 2011. Pe 23 august 2012, CBS a reînnoit serialul pentru un al treilea sezon. Pe 27 martie 2013, CBS a reînnoit serialul pentru un al patrulea sezon. Pe 13 martie 2014, CBS a reînnoit serialul pentru un al cincilea sezon. Pe 11 mai 2015, CBS a reînnoit serialul pentru un al șaselea sezon. Pe 25 martie 2016, CBS a reînnoit serialul pentru un al șaptelea sezon. Pe 25 mai 2017 serialul a fost reînnoită pentru un al optulea sezon.